# ふ
ふ en hiragana ou フ en katakana sont deux kanas, caractères japonais qui représentent la même more. Ils sont prononcés /ɸɯ/ et occupent la 28e place de leur syllabaire respectif, entre ひ et へ.

## Origine
Le hiragana ふ et le katakana フ proviennent, via les man'yōgana, du kanji 不.

## Diacritiques
ふ et フ peuvent être diacrités pour former ぶ et ブ et représenter le son /bɯ/, ou ぷ et プ pour le son /pɯ/

## Romanisation
Ces kanas se romanisent différemment selon les systèmes :
- Hepburn :
  - ふ et フ : « fu »
  - ぶ et ブ : « bu »
  - ぷ et プ : « pu »
- Kunrei et Nihon :
  - ふ et フ : « hu »
  - ぶ et ブ : « bu »
  - ぷ et プ : « pu »

## Tracé
Le hiragana ふ s'écrit en quatre traits.
1. Petit trait diagonal.

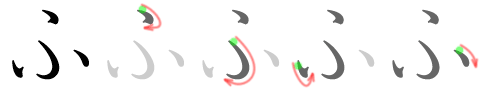
Ordre des traits pour ふ.

2. Petit trait vertical en dessous, suivi d'une sorte de boucle ouverte sur la gauche.
3. Petit diagonale en bas à gauche.
4. Petite diagonale en bas à droite.

Le katakana フ s'écrit en un seul trait.

Ordre des traits pour フ.

1. Trait horizontal, de gauche à droite, puis trait diagonal, de droite à gauche.

## Représentation informatique
- Unicode[1],[2] :
  - ふ : U+3075
  - ぶ : U+3076
  - ぷ : U+3077
  - フ : U+30C5
  - ブ : U+30D6
  - プ : U+30D7